# Tottenham Hotspur Stadium
Tottenham Hotspur Stadium este stadionul pe care joacă meciurile de pe teren propriu echipa Tottenham Hotspur din nordul Londrei, înlocuind stadionul anterior al clubului, White Hart Lane. Cu o capacitate de 62.303 locuri, este al treilea cel mai mare stadion de fotbal din Anglia și cel mai mare stadion de club din Londra. Acesta este proiectat pentru a fi un stadion multifuncțional și are primul teren de fotbal retractabil partajat din lume, care dezvăluie un teren de gazon sintetic dedesubt pentru meciurile din NFL din Londra, pentru concerte și alte evenimente.
Construcția stadionului a fost inițiată ca element central al Proiectului de dezvoltare Northumberland, menit să fie catalizatorul unui plan de regenerare de 20 de ani pentru Tottenham. Proiectul acoperă locul stadionului demolat White Hart Lane și zonele adiacente acestuia. Proiectul a fost conceput pentru prima dată în 2007 și a fost anunțat în 2008, dar planul a fost revizuit de mai multe ori, iar construcția stadionului, afectată de dispute și întârzieri, nu a început până în 2015. Stadionul s-a deschis ulterior pe 3 aprilie 2019 având loc o ceremonie înainte de primul meci din Premier League desfășurat pe acest stadion.
Denumirea „Tottenham Hotspur Stadium” este temporară, intenția fiind de a vinde drepturile de denumire, astfel încât să poarte numele unui sponsor. Stadionul este ocazional denumit New White Hart Lane de către fani și de o parte a mass-media.